# Шабельская, Александра Станиславовна
Алекса́ндра Станисла́вовна Шабе́льская (1845—1921) — псевдоним писательницы Алекса́ндры Станисла́вовны Толочиновой, урождённой Мо́нвиж-Мо́нтвид.
Александра Станиславовна Монвиж-Монтвид родилась в 1845 году в Изюмском уезде Харьковской губернии, в дворянской семье польско-литовского происхождения.
С 11-ти лет стала писать стихи; по окончании курса в институте прожила несколько лет в провинции.
В 1866 году переехала в столицу Российской империи город Санкт-Петербург.
Вышла замуж за Николая Филипповича Толочинова, известного акушера-гинеколога, профессора Харьковского университета по кафедре акушерства и детских болезней.
В 1881 году она выступила с романом «Горе побеждённым» (в «Деле»); из её последующих произведений обратили на себя внимание романы: «Три течения» («Северный Вестник», 1888), «Друзья» («Русское Богатство», 1894); пользовались также успехом талантливые повести её: «Накануне Ивана Купалы», «Магистр и Фрося» и др.
Написала ещё комедию «За добычей» и драматическое переложение повести «Накануне Ивана Купалы» на малороссийский язык.
Мемуарная проза А.С.Шабельской интересна не только описанием нравов женских институтов середины XIX века, автор дает в ней развернутое представление о системе воспитания и обучения юных дворянок, акцентирует внимание на положительном опыте школы своего времени.